# 다마루역
다마루역(일본어: 田丸駅 たまるえき[*])은 일본 미에현 와타라이군 다마키정에 위치한 도카이 여객철도 산구선의 철도역이다. 상대식 승강장 2면 2선의 구조를 갖춘 지상역이다.

## 타는 곳
| 1 | ■ 산구선 | 하행 | 이세시 · 도바 방면     |                       |
| 2 | ■ 산구선 | 상행 | 마쓰사카 · 나고야 방면 | 일부는 1번선부터 발차 |

## 이용 현황
| 연도     | 이용 인원 | 연도     | 이용 인원 |
| 1998년도 | 698       | 2006년도 | 570       |
| 1999년도 | 704       | 2007년도 | 552       |
| 2000년도 | 710       | 2008년도 | 548       |
| 2001년도 | 677       | 2009년도 | 551       |
| 2002년도 | 646       | 2010년도 | 558       |
| 2003년도 | 627       | 2011년도 | 567       |
| 2004년도 | 599       | 2012년도 | 518       |
| 2005년도 | 583       | 2013년도 | 529       |
| -------- | --------- | -------- | --------- |

## 역 주변
- 다마키 정청
- 이세 자동차도 다마키 나들목

## 인접 역
| 도카이 여객철도 산구선 | 도카이 여객철도 산구선 | 도카이 여객철도 산구선 |
| ---------------------- | ---------------------- | ---------------------- |
| 도키다 다키 방면       | ■ 산구선               | 미야가와 도바 방면     |